# Mason Ramsey
Mason Ramsey (Golconda, 16 november 2006) is een Amerikaanse zanger, songwriter en stemacteur. Ramsey werd bekend in maart 2018 nadat een video viral ging waar hij het nummer "Lovesick Blues" van Hank Williams zingt bij een Walmart in het zuiden van de staat Illinois.

## Discografie
- Famous (2018)
- Lovesick Blues (2018)
- Jambalaya (On The Bayou) (2018)
- White Christmas (2018)
- Twang (2019)
- Old Town Road (met Lil Nas X, Billy Ray Cyrus en Young Thug) (2019)

- MusicBrainz: 5cf7f4fa-b9d7-42ae-b08c-6c1588877733